# Benita Ferrero-Waldner

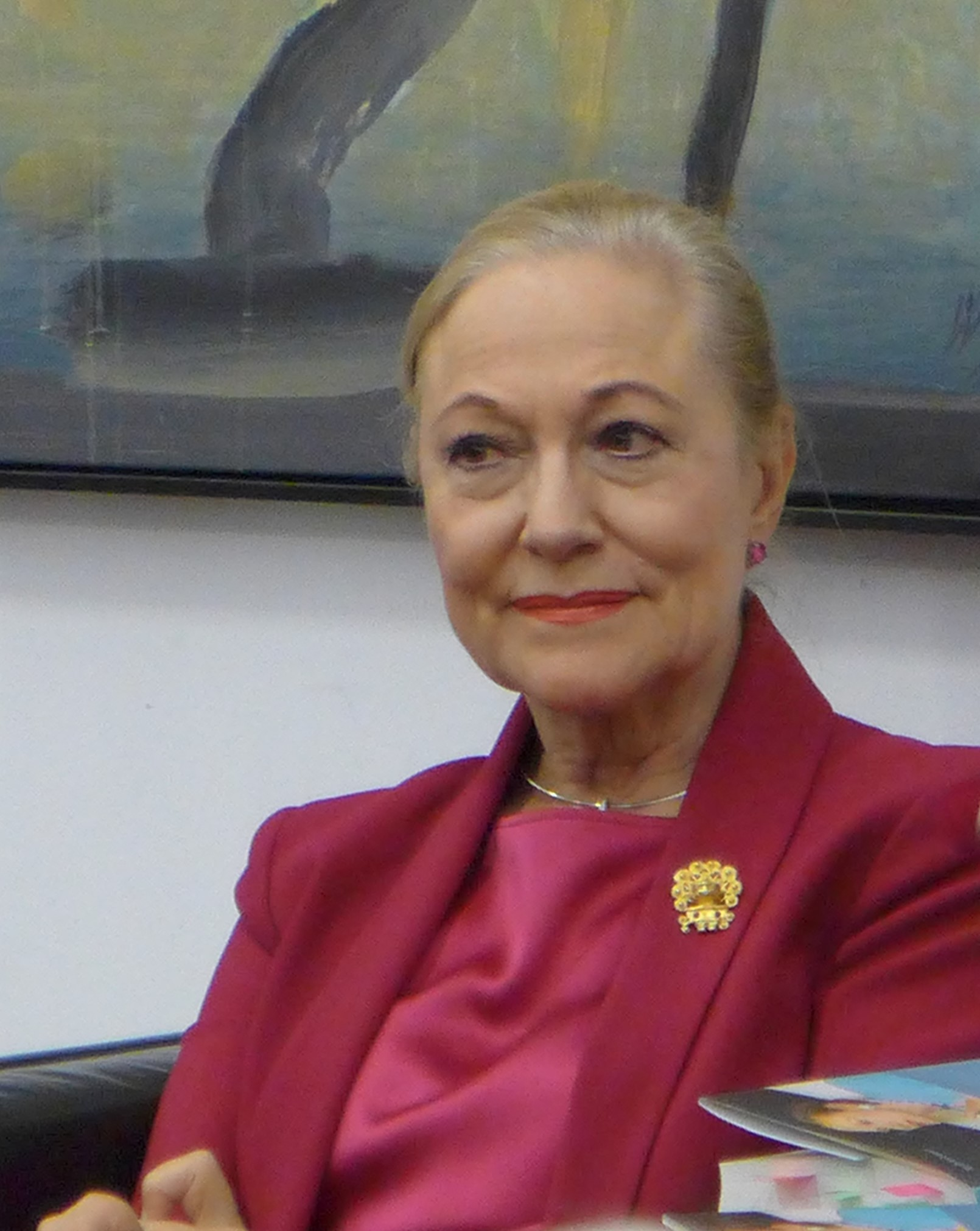
Benita Ferrero-Waldner (2017)

Benita Ferrero-Waldner, geb. Benita-Maria Waldner (* 5. September 1948 in Salzburg), ist eine ehemalige österreichische Diplomatin sowie Politikerin (ÖVP). 
Sie war von 2000 bis 2004 als erste Frau österreichische Außenministerin unter Wolfgang Schüssel. 2004 trat sie bei der Bundespräsidentenwahl an, verlor jedoch gegen Heinz Fischer (SPÖ). Von 2004 bis 2009 war sie unter José Manuel Barroso EU-Kommissarin für Außenbeziehungen und europäische Nachbarschaftspolitik und von 2009 bis 2010 EU-Kommissarin für Handel.

## Leben
Ferrero-Waldner wuchs als Tochter des Dentisten Bruno Waldner und seiner Frau Emmy in Oberndorf bei Salzburg auf, maturierte 1966 am Realgymnasium in Salzburg und studierte Rechtswissenschaften an der Universität Salzburg, wo sie 1970 zur Dr. iur. promovierte.
Zwischen 1971 und 1983 war sie als Exportleiterin beziehungsweise Assistentin der Geschäftsleitung zweier Firmen im deutschen Grenzort Freilassing (Paul Kiefel GmbH und Gerns & Gahler GmbH) und drei Jahre als Exportleiterin einer amerikanischen Firma in New York (P. Kaufmann Inc.) tätig.
1984 wechselte sie in den österreichischen diplomatischen Dienst: Ab 1984 war sie im auswärtigen Dienst in Madrid, Dakar, Paris und stellvertretende Protokollchefin im Außenministerium. Unter UNO-Generalsekretär Boutros-Ghali bekleidete sie 1994 das Amt der Ersten Protokollchefin bei den Vereinten Nationen in New York.
Am 4. Mai 1995 wechselte sie für die ÖVP als Staatssekretärin ins Bundesministerium für auswärtige Angelegenheiten, ein Amt, das sie während der Koalitionsregierung mit der SPÖ bis Februar 2000 bekleidete. Gleichzeitig war sie in kurzen Phasen vor Regierungsbildungen Abgeordnete zum Nationalrat. Erstmals am 15. Jänner 1996, zuletzt bis zum 4. März 2003.
Am 4. Februar 2000 wurde sie von Bundespräsident Thomas Klestil als Bundesministerin für auswärtige Angelegenheiten der Bundesregierung Schüssel I angelobt, was sie auch in dessen zweiter Regierungsperiode (2003) blieb.

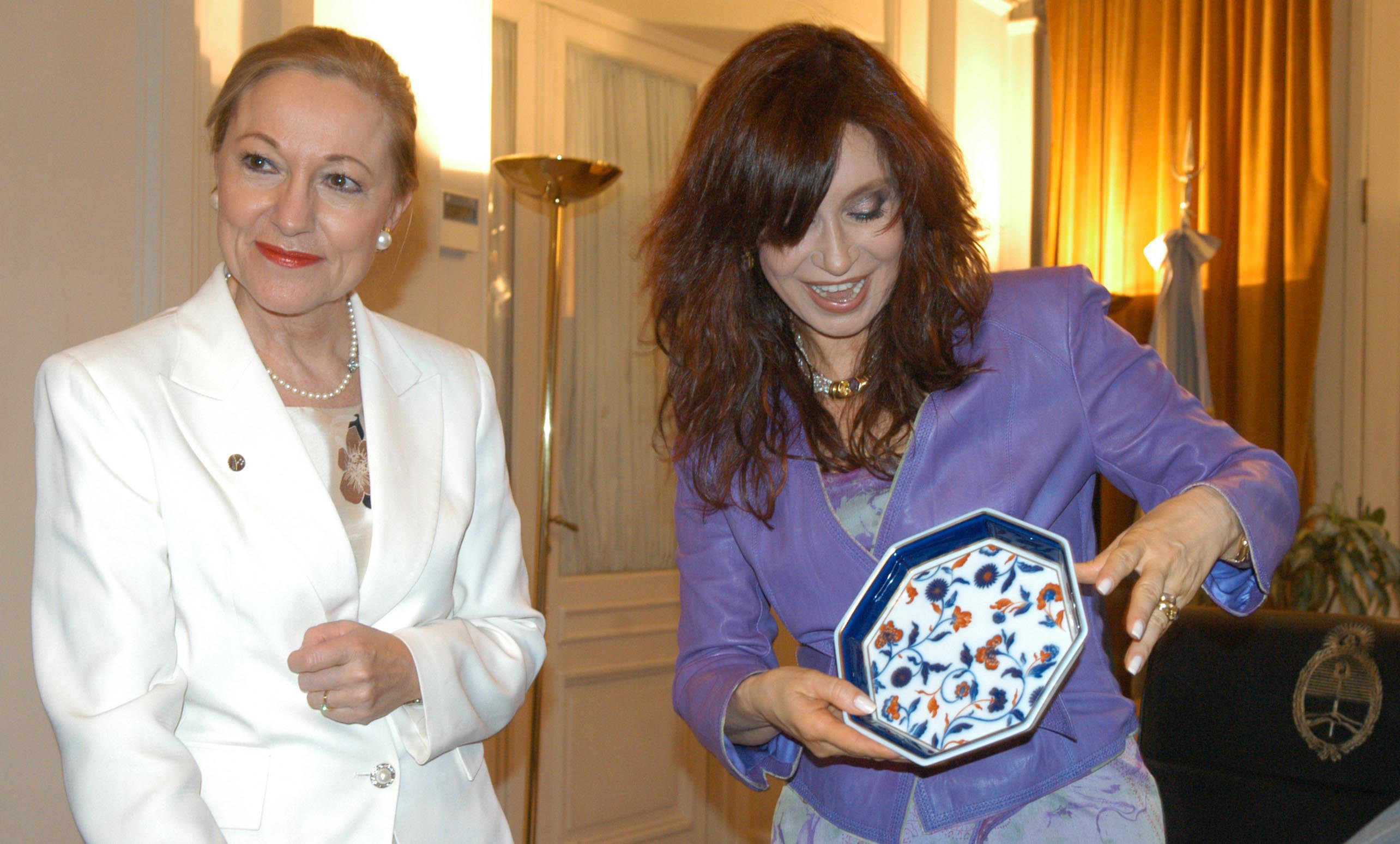
Benita Ferrero-Waldner (links) mit Cristina Fernández de Kirchner (rechts).

Kritisiert wurde Ferrero-Waldner wegen ihres Vorgehens anlässlich der Verhaftung eines Teils des Wiener Künstlerkollektivs Volxtheaterkarawane nach dem G8-Gipfel im Juli 2001 in Genua. So ließ sie vermeintlich belastendes Beweismaterial, das sich jedoch später als wenig stichhaltig erwies, sowie eine polizeiliche Vormerkung an die italienischen Behörden weiterleiten. Nach der verlorenen Präsidentschaftswahl entschuldigte sich Ferrero-Waldner für ihr Vorgehen und sprach von einem „Hänger in ihrer Karriere“. Juristisch war dieses Vorgehen allerdings einwandfrei gewesen.
Bei der Bundespräsidentenwahl am 25. April 2004 trat Ferrero-Waldner als Kandidatin der ÖVP an. Sie verlor die Wahl gegen Heinz Fischer (SPÖ), der auf 52,4 Prozent der Stimmen kam. Die Wahlbeteiligung betrug zirka 71 Prozent. Sie war dabei nach einem „FPÖ-Hearing“ von Jörg Haider unterstützt worden.

## Karriere in der EU

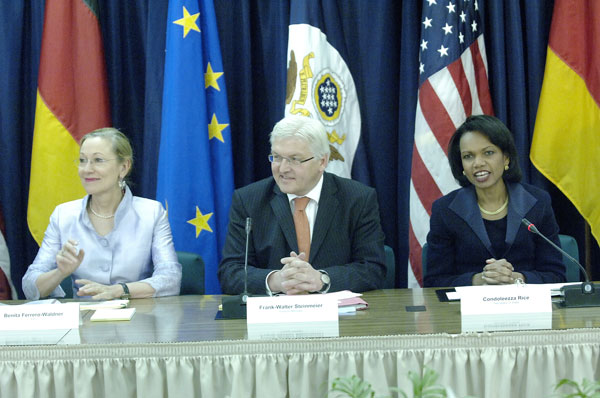
Ferrero Waldner mit Frank-Walter Steinmeier und Condoleezza Rice auf dem Energie-Forum der EU und der Vereinigten Staaten.

Von 18. November 2004 bis 30. November 2009 war Ferrero-Waldner europäische Kommissarin für Außenbeziehungen und europäische Nachbarschaftspolitik in der EU-Kommission Barroso. Das Amt der österreichischen Außenministerin hatte sie am 20. Oktober 2004 an Ursula Plassnik (ÖVP) abgegeben. Am 1. Dezember 2009 übernahm sie als Nachfolgerin von Catherine Ashton in der Übergangszeit bis zum Amtsantritt der Kommission Barroso II das Amt als Kommissarin für Handel bis 9. Februar 2010 und behielt von ihrem bisherigen Ressort die Europäische Nachbarschaftspolitik.
Für ihren Einsatz zur Freilassung der im HIV-Prozess in Libyen zum Tode verurteilten bulgarischen Krankenschwestern wurde EU-Außenkommissarin Benita Ferrero-Waldner am 17. September 2007 zur Ehrenbürgerin von Sofia ernannt. Ferrero-Waldner erhielt zudem die höchste bulgarische Auszeichnung, den Orden „Stara Planina“, aus den Händen des bulgarischen Präsidenten Georgi Parwanow.
Im September 2009 unterlag Benita Ferrero-Waldner bei der Wahl für den Posten des UNESCO-Generalsekretärs der bulgarischen Kandidatin Irina Bokova.

## Privatwirtschaft
Nach ihrem Ausscheiden aus der EU-Kommission am 9. Februar 2010 wechselte Ferrero-Waldner in die Privatwirtschaft. Vom 12. Februar 2010 bis zum 28. April 2021 war sie Mitglied im Aufsichtsrat der Münchener Rück. Vom 24. Februar 2010 bis Februar 2013 saß sie im Aufsichtsrat des spanischen Windturbinen-Herstellers Gamesa. Von 2011 bis März 2013 war sie Aufsichtsratsmitglied der Alpine Holding. Ab Juli 2014 war Ferrero-Waldner Partner und von 2015 bis Juni 2019 Vorsitzende des Beirats der Anwaltskanzlei Cremades & Calvo-Sotelo in Madrid. Seit März 2015 ist sie Verwaltungsratsmitglied bei Gas Natural Fenosa.

## Ehrenamtliche Tätigkeiten
2011 bis 2019 war Ferrero-Waldner Präsidentin der spanischen Fundación Euroamérica, anschließend Ehrenpräsidentin. Von 2010 bis 2015 war sie Präsidentin der EU-Lateinamerika-Karibik-Stiftung. Weitere ehrenamtliche Tätigkeiten führt sie für die Stiftungen Bertelsmann España, Fundación Princesa de Girona und ehemals für FRIDE (Fundación para las Relaciones Internacionales y el Diálogo). Dem Board of Trustees der Stiftung Novia Salcedo gehört sie als Mitglied an.

## Privatleben
Benita-Maria Waldner heiratete 1973 den deutschen Mittelschullehrer Wolfgang Sterr. Die Ehe wurde 1983 geschieden. Zehn Jahre später heiratete sie in zweiter Ehe den spanischen Universitätsprofessor Francisco „Paco“ Ferrero Campos und führt seither einen Doppelnamen. Den Literaturwissenschaftler Ferrero Campos heiratete sie nach der öffentlich diskutierten Eheannullierung ihrer ersten Ehe am 21. Dezember 2003 im Erzbischöflichen Palais in Salzburg auch kirchlich. Ferrero Campos war damals Direktor des Instituto Cervantes in Wien.
In ihrer Biografie auf den Webseiten des österreichischen Parlaments gibt Ferrero-Waldner an, dass sie seit 13. Jänner 1996 auf ihren Bindestrich-Vornamen Maria verzichtet.
Ferrero-Waldner lebt seit 2010 in Madrid und hat einen Zweitwohnsitz in Baden (Niederösterreich).

## Auszeichnungen

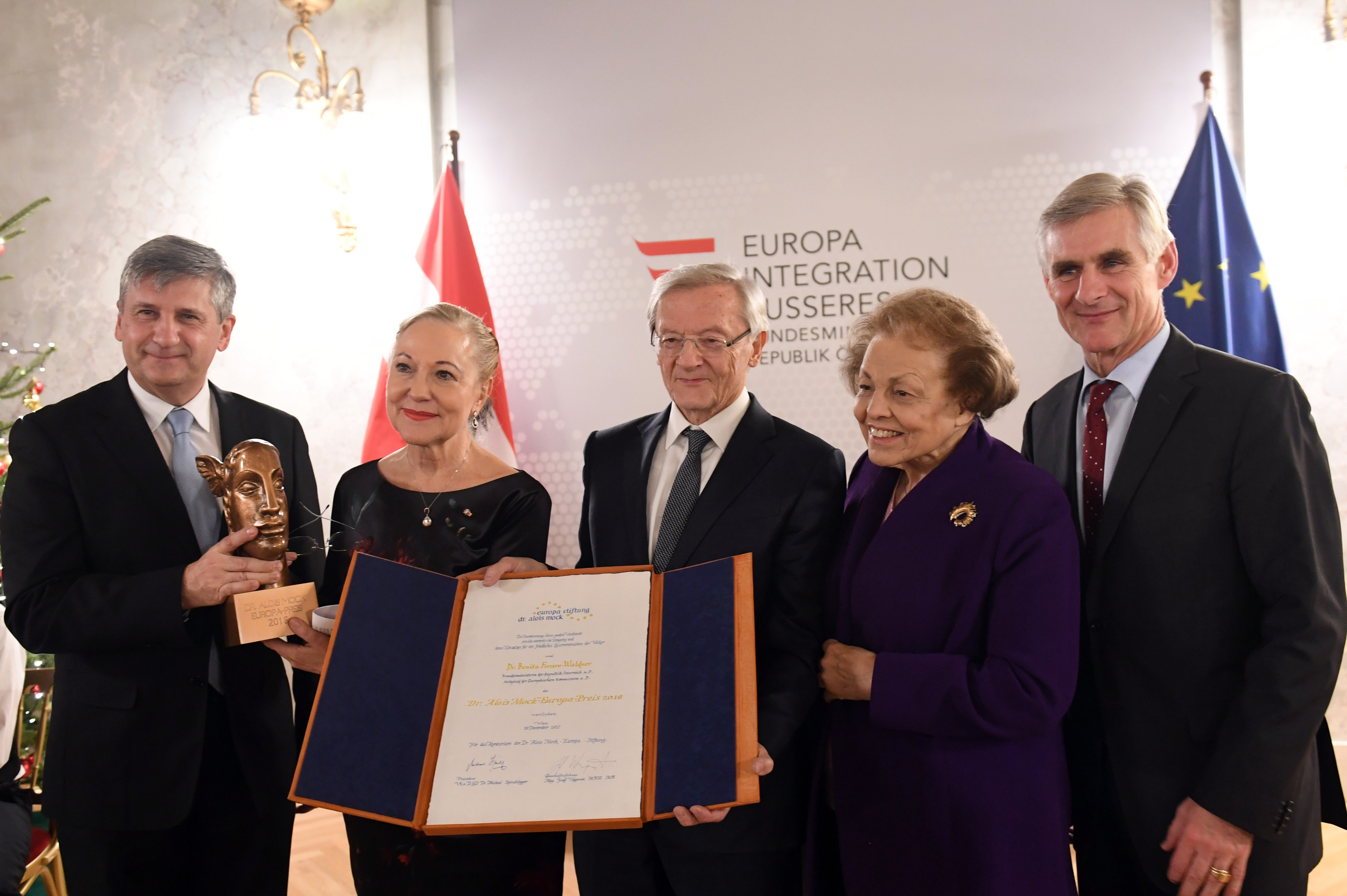
Überreichung des Dr. Alois Mock-Europa-Preises (2017)

- Großes Silbernes Ehrenzeichen am Bande für Verdienste um die Republik Österreich (1999)[17]
- Großkomtur des Ordens des litauischen Großfürsten Gediminas (2003)
- Großes Goldenes Ehrenzeichen am Bande für Verdienste um die Republik Österreich (2010)[18][19]
- Großes Verdienstkreuz mit Stern und Schulterband des Verdienstordens der Bundesrepublik Deutschland
- Großkreuz des belgischen Ordens König Leopolds II.
- Komturkreuz des Verdienstordens der Französischen Republik
- Großkreuz des griechischen Ehrenordens
- Großkreuz des Verdienstordens Pro Merito Melitensi des Souveränen Malteserordens
- Großkreuz des norwegischen Verdienstordens
- Großkreuz des schwedischen Nordstern-Ordens
- Großkreuz des spanischen Ordens Isabellas der Katholischen (1995)
- Premio Blanquerna der Generalitat de Catalunya (2009)
- Auslandsösterreicher des Jahres (2015)[20]
- Alois-Mock-Europapreis (2016)[21]

## Veröffentlichungen
- mit Ewald König: Benita. Wo ein Wille, da ein Weg. Erfahrungen einer Europäerin und Kosmopolitin. Böhlau Verlag, Wien/Köln/Weimar 2017, ISBN 978-3-2052-0620-0.